# Permanganato de amônio
Permanganato de amônio é um composto inorgânico de fórmula química NH4MnO4, ou NH3·HMnO4. É solúvel em água, agente oxidante forte e explosivo moderado. 

## Decomposição
Permanganato de amônio se decompõe explosivamente ao dióxido de manganês, nitrogênio e água:
2 NH4MnO4 → 2 MnO2 + N2 + 4 H2O